# Zelandia Zachodnia
Zelandia Zachodnia (duń. Vestsjællands Amt) to jeden z duńskich okręgów istniejących w latach 1970–2006. Okręg ten został utworzony 1 kwietnia 1970 na mocy reformy podziału administracyjnego Danii, zaś zlikwidowany przy okazji kolejnej reformy z 2007. Jego obszar wszedł wówczas w granice nowego regionu administracyjnego Zelandia.
Stolicą okręgu było Sorø. Sorø nie było największym miastem okręgu, zostało jednak wybrane ze względu na swoje historyczne znaczenie.
Gminy:
| - gmina Bjergsted - gmina Dianalund - gmina Dragsholm - gmina Fuglebjerg - gmina Gørlev - gmina Hashøj - gmina Haslev - gmina Holbæk - gmina Hvidebæk - gmina Høng - gmina Jernløse - gmina Kalundborg | - gmina Korsør - gmina Nykøbing-Rørvig - gmina Ringsted - gmina Skælskør - gmina Slagelse - gmina Sorø - gmina Stenlille - gmina Svinninge - gmina Tornved - gmina Trundholm - gmina Tølløse |